# South Goa (huyện)
Huyện South Goa là một huyện thuộc bang Goa, Ấn Độ. Thủ phủ huyện South Goa đóng ở Margao. Huyện South Goa có diện tích 1966 ki lô mét vuông. Đến thời điểm năm 2001, huyện South Goa có dân số 586591 người.